# Only You
Only You är en låt av den brittiska synthpopduon Yazoo utgiven som singel 1982. Den låg 16 veckor på UK Singles Chart och nådde andra plats på listan i maj 1982.
Låten skrevs av Vince Clarke innan han bildat Yazoo med Alison Moyet och gavs ut som duons första singel. Den finns med på albumet Upstairs at Eric's.

## Coverversioner
Ett flertal artister har gjort covers på låten. Mest framgångsrik blev en coverversion av The Flying Pickets som blev etta på brittiska singellistan fem veckor i följd från december 1983 till januari 1984.
Hasse Carlsson, tidigare medlem i Noice, gjorde en coverversion av låten med svensk text på albumet Gryning över stan 1982.
Till andra artister som spelat in den hör bland andra Svenne & Lotta, Rita Coolidge, Jan Wayne.